# Жене које трче с вуковима
Жене које трче с вуковима: митови и приче о архетипу дивље жене (енгл. Women who run with the wolves) је стручна монографија америчког аутора Кларисе Пинкола Естес (енгл. Clarissa Pinkola Estés) (1945), објављена 1992. године. Српско издање објавила је издавачка кућа "Нова књига" 2016. године у преводу Маје Костадиновић.

## О аутору
Клариса Пинкола Естес, рођена 1945. године је америчка песникиња, психоаналитичарка и специјалиста за посттраумска стања, писац и уметница. Одрасла је у сада скоро ишчезлим усменим и етничким традицијама. 
Докторирала је из етно-клиничке психологије, бави се и клиничком психологијом и етнологијом, проучава психологију група, посебно племена.

## О књизи
Др Естес у књизи полази од тврдње да у срцу сваке жене постоји неукротива снага, испуњена добрим, креативношћу и знањем. Свака жена је у ствари Дивља Жена али и угрожена врста.
Ауторка у књизи приказује митове из различитих култура, фолклора и предања, и из сопственог породичног насљеђа, у циљу да помогне женама да успоставе контакт са снажним и здравим атрибутима сопствене инстинкитвне природе.

## Издања
2. издање књиге на српском језику је објављено 2017. године (Космос издаваштво, Београд и Нова књига, Подгорица).
3. издање књиге на српском језику је објављено 2018. године (Космос издаваштво, Београд и Нова књига, Подгорица).